# Новый Человек-паук
«Но́вый Челове́к-пау́к» (англ. The Amazing Spider-Man) — американский супергеройский фильм 2012 года, основанный на персонаже Marvel Comics Человеке-пауке. Является четвёртой кинокартиной о Человеке-пауке, спродюсированной Columbia Pictures и Marvel Entertainment, а также первым фильмом дилогии «Новый Человек-паук» и перезапуском трилогии «Человек-паук» Сэма Рэйми. Режиссёром фильма выступил Марк Уэбб, а сценаристами — Джеймс Вандербилт, Элвин Сарджент и Стив Кловис по сюжету Вандербилта. Роль Питера Паркера / Человека-паука исполнил Эндрю Гарфилд; также в фильме приняли участие Эмма Стоун, Рис Иванс, Денис Лири, Кэмпбелл Скотт, Ирфан Хан, Мартин Шин и Салли Филд. По сюжету Питера Паркера кусает генетически изменённый паук, после чего он обретает паучьи способности и решает спасти город от злодейских действий доктора Курта Коннорса, который, после попытки регенерировать руку, превращается в Ящера.
Разработка фильма началась в январе 2010 года после отмены «Человека-паука 4», что завершило серию фильмов Сэма Рэйми «Человек-паук», в которой первоначально главную роль исполнял Тоби Магуайр. Columbia Pictures решила перезапустить франшизу с той же производственной командой вместе с Вандербилтом, чтобы продолжить писать сценарий следующего фильма о Человеке-пауке, в то время как Сарджент и Кловс также помогли со сценарием. Во время препродакшна главные герои были выбраны в 2010 году. Новые дизайны были взяты из комиксов, такие как искусственные веб-шутеры. Используя камеру RED Epic компании Red Digital Cinema Camera Company, съёмки начались в декабре 2010 года в Лос-Анджелесе и перешли в Нью-Йорк. Фильм был введён в постпродакшн в апреле 2011 года. 3ality Technica обеспечила обработку 3D-изображений, в то время как Sony Pictures Imageworks обрабатывала CGI-эффекты. Это был также последний американский фильм для композитора Джеймса Хорнера и выпущенный при его жизни, за три года до его смерти 22 июня 2015 года в результате авиакатастрофы, а также предпоследний фильм для художника-постановщика Дж. Майкла Ривы и продюсера Лоры Зискин, которые скончались 7 июня 2012 года и 12 июня 2011 года соответственно. Последний фильм Дж. Майкла Ривы в качестве художника-постановщика был «Джанго освобождённый», выпущенный пять месяцев спустя, а последним фильмом Зискин в качестве продюсера был «Дворецкий», выпущенный год спустя в 2013 году.
Sony Pictures Entertainment создала рекламный веб-сайт, выпустив множество превью и запустив вирусную маркетинговую кампанию, среди прочего. В комплект вошла видеоигра от Beenox и Activision. Премьера фильма состоялась 30 июня 2012 года в Токио, 3 июля в США и 4 июля в России, спустя десять лет после выхода «Человека-паука» (2002), в форматах 2D, 3D и IMAX 3D.
Фильм получил в основном положительные отзывы от критиков, которые похвалили актёрскую игру Гарфилда, химию между Стоун и Гарфилдом, визуальные эффекты и музыку, но негативно отметили некоторые элементы сюжета. Фильм имел кассовый успех, заработав $758 млн по всему миру, став 7-м кассовым фильмом 2012 года. Продолжение, «Новый Человек-паук: Высокое напряжение», было выпущено 2 мая 2014 года.
Гарфилд и Иванс повторили свои роли в фильме Кинематографической вселенной Marvel «Человек-паук: Нет пути домой» (2021), который раскрыл концепцию мультивселенной и связал дилогию Уэбба с КВМ.

## Сюжет
Юный Питер Паркер был сыном гениального учёного Ричарда Паркера и его жены Мэри. Но из-за своей секретной работы они вынуждены оставить четырёхлетнего сына на попечение его единственных родственников — тёти Мэй и дяди Бена — и с тех пор пропали. Спустя 13 лет Питер — обычный школьник, увлекающийся наукой и фотографией, который вступается за слабых, из-за чего часто получает от школьного хулигана Флэша Томпсона. А сам Питер тайно влюблён в девушку Гвен Стейси.
Однажды Питер находит старый портфель отца, с его рабочими документами и фотографией с коллегой, которым оказывается доктор Курт Коннорс, ведущий генетик компании «Oscorp». Паркер проникает в научный центр «Oscorp», где сталкивается с Гвен, оказавшейся ассистентом Коннорса. После этого он находит секретную часть лаборатории, в которой исследуются пауки, один из которых кусает Питера. По дороге домой юноша замечает, что обрёл невероятные способности, с помощью которых на следующий день ему удаётся проучить Флэша Томпсона.
Пытаясь больше узнать о своих новых силах, Паркер посещает Коннорса. Учёный рассказывает, что много лет назад он и отец Питера разрабатывали технологии трансвидовой генетики. Но ключевую часть — алгоритм распада — Ричард Паркер оставил при себе. Питер открывает Коннорсу формулу алгоритма, узнанную им из отцовских записей. Они экспериментируют над мышью, передавая ей гены ящерицы, с помощью чего мыши удаётся отрастить ампутированную конечность.
Из-за этих исследований Питер забывает забрать тётю Мэй с работы, в результате чего ссорится с дядей Беном и уходит из дома. Он идёт в ночной магазин, где спорит с продавцом из-за покупки. Разжалобить излишне жадного и нахального типа не удаётся. После этого магазин грабят, попутно грабитель швыряет Питеру его покупку, делая ему одолжение. Продавец просит помощи, но Питер отказывается помочь поймать грабителя, желая проучить продавца за жадность и непреклонность. Дядя Бен, разыскивающий Питера, пробует остановить преступника и получает смертельное ранение. Паркер хочет найти убийцу дяди и отомстить, поэтому начинает патрулировать город и ловить преступников. Вскоре он создаёт себе костюм и пускатели синтетической паутины. Полиция объявляет борца с преступностью, известного как «Человек-паук», нарушителем закона и выдаёт ордер на его арест.
Тем временем доктор Раджит Ратха, начальник Коннорса, приказывает начать испытания формулы регенерации на людях, чтобы быстрее получить лекарство для умирающего Нормана Озборна, главы «Oscorp». Когда Коннорс отказывается, Ратха увольняет его, и Коннорс, чьей главной целью являлось восстановление потерянной руки, понимает, что может лишиться этого шанса, рискует и вводит формулу себе. Рука действительно отрастает и Коннорс спешит остановить Ратху, который хочет тайно испытать формулу в больнице.
Гвен приглашает Питера к себе домой на ужин с семьёй, на котором открывается, что отец Гвен, Джордж Стейси — капитан полиции. Он спорит с Питером о роли Человека-паука и рассказывает, что супергерой мешает тайным полицейским операциям. Питер и Гвен выходят на балкон, где молодой человек раскрывает тайну своей двойной жизни и целует возлюбленную.
В это время вызывают капитана Стейси — на Вильямсбургском мосту бесчинствует огромная рептилия. Питер также спешит на помощь, ему удаётся прогнать двухметрового Ящера и спасти людей, в том числе маленького мальчика Джека. На следующий день Паркер приходит к Коннорсу в лабораторию, чтобы узнать, как можно выследить такую рептилию. Генетик выпроваживает юношу под предлогом секретного эксперимента. Питер замечает, что мышь, которой внедрили геном ящерицы, превратилась в существо, подобное пресмыкающимся, и понимает, что Коннорс вколол себе формулу и стал Ящером.
Питер пытается объяснить это капитану Стейси, но тот не воспринимает его слова всерьёз. Тогда Питер решает выследить монстра самостоятельно, он догадывается, что рептилию надо искать в канализации. Человек-паук спускается туда и подвергается нападению Ящера. Происходит короткая схватка в воде. Раненый супергерой вынужден отступить, а мутировавший Коннорс находит фотоаппарат с подписью Питера Паркера и нападает на него в школе, но тому удаётся отбиться и прогнать монстра. У Человека-паука получается проследить за Ящером до его логова и узнать его план: распылить мутаген по всему городу и превратить слабых людей в более совершенных рептилий. Питер звонит Гвен и просит приготовить антидот, потом бежать из башни «Oscorp», так как именно там находится распылитель. Спецназ нападает на Ящера, но тот отбивает атаку, попутно заражая спецназовцев мутагеном. Человек-паук спешит к башне, но попадает в ловушку полиции. Джордж Стейси снимает маску с захваченного супергероя, но тот быстро обезвреживает спецназ. Однако капитан Стейси всё же увидел его лицо и узнал в нём бойфренда своей дочери. Питер уговаривает капитана отпустить его, объясняя, что только он сможет остановить Ящера. Стейси отпускает его, но один из полицейских ранит Человека-паука и тот с трудом скрывается, сильно ослабев от ранения. Один из строителей, оказавшийся отцом Джека, решает помочь ему и вместе с коллегами выставляет стрелы подъёмных кранов поперёк улицы, помогая герою добраться до башни «Oscorp».
Гвен задерживается в лаборатории из-за приготовления антимутационного препарата. Она пытается спрятать от Ящера распылитель, но тот обнаруживает девушку и отбирает прибор. Гвен бежит из башни и встречается со своим отцом, он заставляет её остаться в безопасном месте, а сам идёт наверх, чтобы передать Человеку-пауку антидот. На вершине башни Ящер уже запустил механизм распылителя, Человек-паук нападает на злодея, но тому удаётся победить и сломать пускатели паутины героя. Супергероя спасает капитан Стейси — он помогает Питеру заморозить Ящера струёй жидкого азота, а потом обстреливает мутанта из дробовика, пока Человек-паук меняет мутаген в распылителе на антидот. Ящер регенерируется и смертельно ранит капитана Стейси. Антидот распыляется и исцеляет всех мутировавших людей, включая Коннорса. Башня рушится и Питер падает, но его спасает Коннорс. Питер обещает умирающему Стейси, что не будет сближаться с Гвен, чтобы уберечь её от новых противников, а Джордж просит его и далее защищать город.
Питер разрывает отношения с Гвен, но потом он даёт ей понять, что не сможет сдержать обещание. Перед титрами Человек-паук видит патрульные машины и устремляется за ними.
В сцене после титров к Коннорсу в камеру лечебницы «Рэйвенкрофт» приходит Густав Фирс (Джентльмен) и спрашивает, сказал ли тот Питеру Паркеру правду о его отце. Коннорс говорит, что нет, на что его собеседник отвечает, что тогда можно не убивать юношу, и Коннорс просит оставить Питера в покое.

## Актёрский состав
- Эндрю Гарфилд — Питер Бенджамин Паркер / Человек-паук:
Интеллектуально одарённый, но замкнутый подросток, чьи родители погибли, когда он ещё был ребёнком. Во время проникновения в здание Oscorp, где когда-то работал его отец, Питера кусает генетически модифицированный паук, наделяя его «паучьими» способностями. После гибели дяди Бена от руки грабителя Питер решает использовать свои новые силы, чтобы бороться с преступностью, принимая облик мстителя в маске — Человека-паука[10][11]. Во время продвижения фильма Гарфилд заявлял, что с самого детства ассоциировал себя с Питером Паркером, считая этого персонажа важной частью своей жизни[12]. Готовясь к роли, Гарфилд изучал паукообразных — их стиль поведения и перемещения. Кроме того, он вдохновлялся движениями американского боксёра Мухаммеда Али и бразильского футболиста Роналдо, чтобы компенсировать ограничения, накладываемые костюмом[13]. Чтобы улучшить гибкость своего тела, актёр активно занимался йогой и пилатесом[14]. В интервью радиостанции Capital FM Эндрю признался, что прослезился, когда впервые надел костюм Человека-паука, состоящий из спандекса. В беседе с BBC News он также рассказал, что до этого никогда не встречался с Тоби Магуайром, но после утверждения на роль тот пожелал ему удачи. Для Гарфилда это было особенно трогательно, поскольку именно благодаря трилогии «Человек-паук» с Магуайром он полюбил этого персонажа[15]. Впрочем, актёр отметил, что во время съёмок костюм доставлял неудобства и вызывал раздражение. При этом ему запрещали что-либо надевать под него из-за того, что он был слишком обтягивающим[16]. На пресс-конференции в Токио Гарфилд рассказал, что перед съёмками активно тренировался четыре недели, назвав эти занятия «сложными» и «изматывающими». Из-за таких нагрузок на съёмочной площадке у актёра было целых три дублёра[17].
  - Макс Чарльз — Питер Паркер в детстве.

- Эмма Стоун — Гвендолин «Гвен» Стейси:
Одноклассница и возлюбленная Питера Паркера[18]. Умная и харизматичная девушка, работающая стажером в корпорации Oscorp[10][11]. Для этой роли Эмма Стоун специально оставила натуральный светлый цвет волос, отказавшись от окрашивания в свой традиционный рыжий оттенок. Готовясь к роли, актриса также посещала лекции по естествознанию совместно с Гарфилдом[19]. В 2012 году на WonderCon в Анахайме Стоун призналась, что не читала комиксы о супергерое и впервые познакомилась с ним через трилогию Сэма Рэйми. По словам актрисы, она всегда считала, что Мэри Джейн Уотсон была первой избранницей Паркера, за исключением Гвен Стейси в исполнении Брайс Даллас Ховард из фильма «Человек-паук 3: Враг в отражении» (2007)[20]. Эмма также заявила следующее: «Часть меня искренне хочет оправдать ожидания фанатов — тех, кто любит Человека-паука и Гвен Стейси и желает, чтобы с ней всё было в порядке. Надеюсь, они позволят мне интерпретировать этот образ по-своему»[19].

- Рис Иванс — доктор Кёртис «Курт» Коннорс / Ящер:
Один из ведущих учёных Oscorp и бывший коллега отца Питера — Ричарда Паркера. Он работает над уникальной сывороткой, которая должна восстанавливать потерянные конечности и повреждённые ткани. Однако всё идёт не так, и он превращается в огромную рептилию[10][11]. По сюжету, у доктора Коннорса ампутирована правая рука. На съёмках Иванс носил зелёный рукав, чтобы потом с помощью компьютерной графики руку убрали из кадра[21]. Для сцен с Ящером, актёр надевал большой зелёный костюм с картонной головой и когтями. Изначально эту роль должен был исполнять дублёр, но Иванс настоял, что сыграет злодея сам[22]. Кроме того, он сам озвучил персонажа, а его голос затем изменили на монтаже[23].

- Денис Лири — капитан Джордж Стейси:
Отец Гвен Стейси и полицейский, преследующий как Человека-паука, так и Ящера[24]. На пресс-туре Ассоциации телевизионных критиков Лири признался, что является поклонником Бэтмена, и мало что знал о Человеке-пауке. Однако его жена была большой фанаткой этого супергероя, поэтому они вместе ходили на фильмы трилогии Сэма Рейми. Он добавил, что задолго до утверждения на роль его друг Джефф Гарлин заявил, что Лири идеально подходит на образ Джорджа Стейси[25].

- Кэмпбелл Скотт — Ричард Паркер:
Отец Питера, бизнесмен и учёный, работавший в компании Oscorp. Исследовал скрещивание пауков и яда, способного исцелить любую болезнь. Один из них укусил его сына, Питера, в результате чего тот обрёл суперспособности[26][27].

- Ирфан Хан — доктор Раджит Ратха:
Руководитель Oscorp и непосредственный начальник доктора Коннорса[28]. Уэбб выбрал Хана на эту роль после его появлений в фильмах «Воин» (2001) и «Тёзка» (2006)[28], а также в сериале «Пациенты» (2008—2021)[29][30]. Сам актёр признался, что изначально сомневался по поводу съёмок, но его сыновья так обрадовались, узнав о предложении, что уговорили его согласиться. Кроме того, Ирфан поставил режиссёру условия — он не будет играть злодея в маске или превращаться в какое-либо существо. Уэбб принял его требования[31].

- Мартин Шин — Бенджамин «Бен» Паркер:
Брат Ричарда Паркера и дядя Питера[32]. Шин заявил, что почти ничего не знал о Человеке-пауке, кроме его образа в исполнении Тоби Магуайра, и мало что слышал о дяде Бене Паркере, за исключением того, что его играл Клифф Робертсон в трилогии Сэма Рэйми[33]. Актёр описал своего героя как приёмного отца и уточнил, что в фильме у него нет ни одной сцены с Человеком-пауком[34]. Уэбб также добавил, что, в отличие от увлеченного наукой Питера, дядя Бен является синим воротничком. По мнению режиссёра, этот контраст создаёт интересное напряжение между персонажами[35].

- Салли Филд — Мэй Паркер:
Жена Бена Паркера и тётя Питера[36]. Филд отметила, что согласилась сняться в этом фильме в основном из-за продюсера Лоры Зискин — они раньше вместе работали над картиной Мартина Ритта «Любовь Мёрфи» 1985 года. Актриса считала, что этот проект станет последним для Зискин. Когда продюсер скончалась в 2011 году от рака молочной железы, Филд заявила, что гордится своим участием как в её первом, так и в последнем фильме[37].

Кроме того, Крис Зилка исполнил роль Флэша Томпсона — старшеклассника и капитана баскетбольной команды средней школы науки Мидтауна, который часто издевается над Паркером. Эмбет Дэвидц сыграла Мэри Паркер, мать Питера. Лейф Гантворт предстал в роли грабителя, который убивает дядю Бена, а Том Уэйт — Ники, преступника, которого Питер принял за убийцу дяди. Ханна Маркс изобразила на экране Мисси Калленбак — застенчивую девушку, влюблённую в Паркера.

## Производство

### Разработка

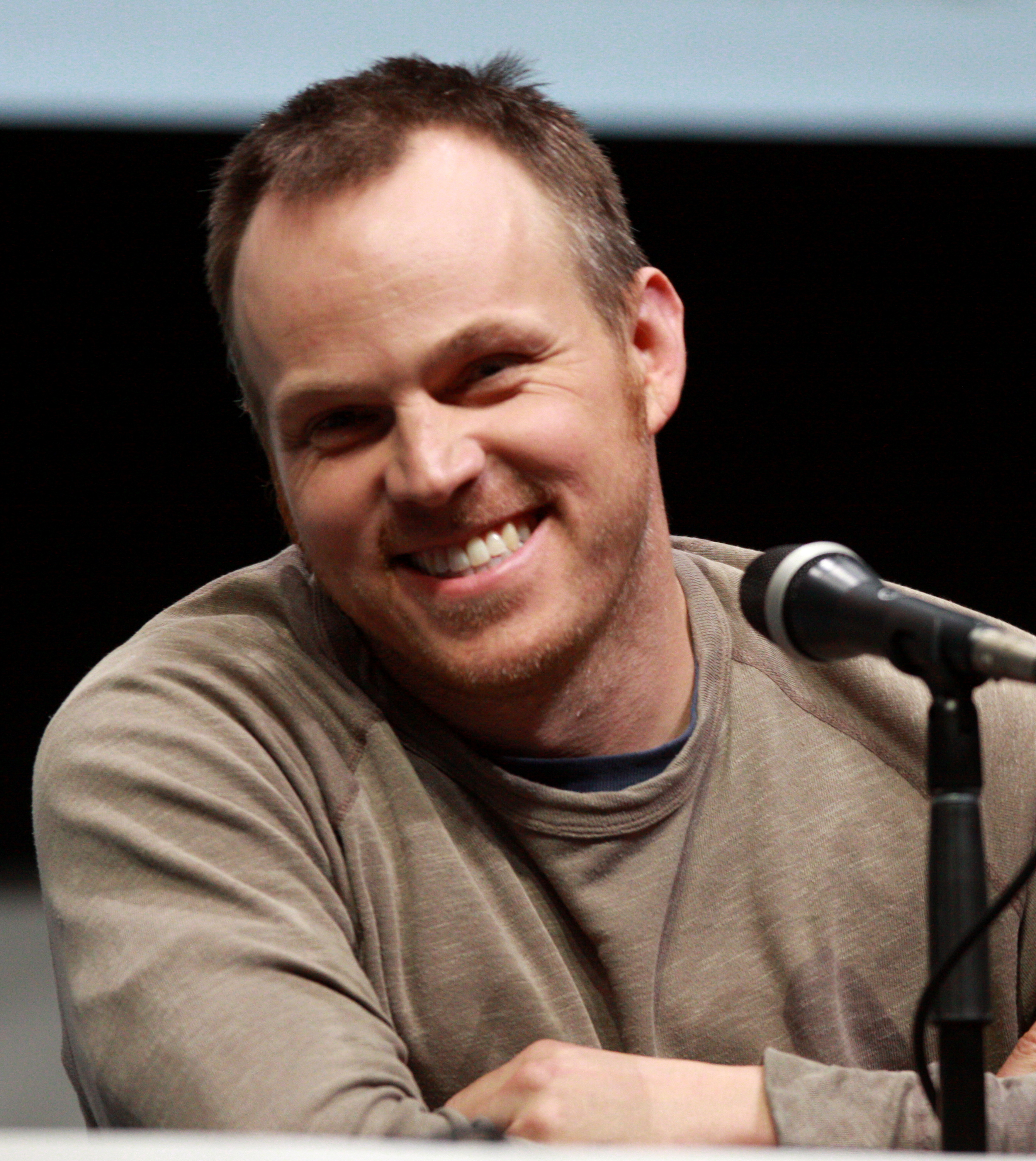
Марк Уэбб — режиссёр фильма

После премьеры картины «Человек-паук 3: Враг в отражении» Сэма Рэйми в 2007 году Sony Pictures Entertainment анонсировала четвёртый фильм из этой же серии и запланировала его премьеру на 6 мая 2011 года. К тому моменту Джеймс Вандербильт, Дэвид Линдси-Эбер и Гэри Росс уже подготовили несколько вариантов сценария, но ни один из них так и не утвердили. Тогда за сценарий взялся Элвин Сарджент, который ранее работал над второй и третьей частями, а также был мужем продюсера Лоры Зискин. В апреле сопредседатели Sony Pictures Эми Паскаль и Майкл Линтон в интервью журналу Forbes рассказали, что рассматривают съёмки квадриквела в формате 3D, в частности из-за успеха фильма «Аватар» Джеймса Кэмерона, снятого подобным образом в 2009 году. Сам Рэйми настаивал на том, чтобы злодея сыграл Джон Малкович. Однако 11 января 2010 года представители Columbia Pictures и Marvel Studios объявили, что вместо продолжения франшизы серия фильмов будет перезапущена с новыми актёрами и съемочной группой. По сообщениям в СМИ, Сэм Рэйми понял, что не успеет подготовить фильм к назначенному сроку без потери качества. Ави Арад, Мэтт Толмак и Лора Зискин продолжили работу над новым проектом в качестве продюсеров.
В конце мая 2012 года Ави Арад и Мэтт Толмак дали интервью представителю бразильского сайта Omelete. По словам Ави, команда, которая снимала первые три фильма о Человеке-пауке, начала работать над четвёртой частью. Но в итоге они поняли, что у них нет достаточно интересной истории для нового фильма. Сэм Рэйми, Тоби Магуайр и руководство студии согласились, что продолжение без хорошей идеи снимать не стоит, поскольку никто не был уверен в том, что получится достойный сюжет. Стив Кловис доработал сценарий Сарджента, признав, что изначально отказывался от этого, но в итоге делал это только из одолжения. Кловис также написал несколько реплик для Питера Паркера.
Спустя несколько дней после ухода Рэйми студия объявила, что Марк Уэбб, для которого предыдущий фильм «500 дней лета» (2009) был режиссёрским дебютом, станет режиссёром перезагрузки. В апреле 2012 года сценарист и режиссёр Пол Фиг рассказал, что Уэбб пригласил его на съёмочную площадку и тот немного поучаствовал в написании сценария, в том числе некоторых сцен в школе. На пост режиссёра также рассматривались Кэтрин Бигелоу и Дэвид Финчер. Сам Уэбб отмечал, что изначально был скептически настроен к проекту, ощущая влияние предыдущих фильмов о Пауке. Однако затем он осознал, что не может упустить такой шанс, ведь Человек-паук — это «величайший кинематографический персонаж». Режиссёр подчеркнул, что его цель — не «заменить» Рэйми, чья трилогия фильмов о супергерое пользуется большой популярностью, а привнести новые идеи, сюжеты и интерпретации, добавив свежий творческий взгляд на персонажа. По словам Уэбба, «Новый Человек-паук» — это не ремейк картин Рэйми, а «другая вселенная и другая история с другими персонажами».

### Подбор актёров
В мае 2010 года стало известно, что на роль Питера Паркера / Человека-паука рассматривались Джейми Белл, Олден Эренрайк, Фрэнк Диллейн, Джош Хатчерсон и Эндрю Гарфилд. Уже в следующем месяце журналист газеты Los Angeles Times Стивен Зейчик сообщил, что в список кандидатов также попали Аарон Тейлор-Джонсон и Антон Ельчин. В конце июня в число актёров, прошедших кинопробы, вошли Логан Лерман, Майкл Ангарано, Джо Джонас, Белл, Эренрайк, Гарфилд и Ельчин. 1 июля 2010 года Эндрю Гарфилд был утверждён на роль Человека-паука. Позже режиссёр Марк Уэбб рассказал, что во время проб Гарфилд играл сцену с Эммой Стоун, которой не было в фильме: Эндрю изображал героя, который ел чизбургер в закусочной и параллельно пытался успокоить Гвен. Режиссёр отметил, что взаимодействие актёров получилось «весёлым» и «остроумным», и подчеркнул, что стремился создать живой и ироничный мир, сохраняющий романтику даже на фоне драматичных событий. Сам Гарфилд признался, что сильно нервничал на пробах, но чтобы справиться с волнением, представлял, будто снимает короткометражный фильм о Человеке-пауке с друзьями. В октябре начался кастинг юных актёров на роли маленького Питера Паркера и сына доктора Коннорса — Билли. Согласно требованиям Sony, претенденты должны были быть в возрасте от 8 до 11 лет, а будущий исполнитель роли Паркера — белым темноволосым мальчиком, внешне немного похожим на Гарфилда.
Первоначально предполагалось, что в фильме Питер Паркер будет встречаться одновременно с Мэри Джейн Уотсон и Гвен Стейси. Однако позже Джефф Снайдер из TheWrap сообщил, что в картине появится только Гвен Стейси. В августе среди претенденток на роль Гвен упоминались Лили Коллинз, Офелия Ловибонд и Имоджен Путс. Кроме того, The Hollywood Reporter включил в число возможных кандидаток Терезу Палмер, Эмму Робертс и Мэри Элизабет Уинстэд. В следующем месяце в списке появились Эмма Стоун и Миа Васиковска. Там же фигурировали Дианна Агрон, Джорджина Хэйг и Доминик Макеллиготт. 5 октября 2010 года было объявлено, что роль Гвен Стейси досталась Эмме Стоун. До кинопроб актриса ни разу не встречалась с Гарфилдом. По её словам, их экранная химия быстро переросла в реальные романтические отношения.
11 октября 2010 года стало известно, что Рис Иванс сыграет безымянного злодея, а спустя два дня выяснилось, что его персонажем станет доктор Курт Коннорс / Ящер. Продюсер Ави Арад признался, что Ящер всегда был его любимым злодеем из комиксов про Человека-паука, и он давно мечтал воплотить его в кино. Концепт-арты персонажа были подготовлены ещё до окончательного выбора антагониста. Первоначально на роль Коннорса рассматривался Майкл Фассбендер. В ноябре Мартин Шин был утверждён на роль дяди Бена, а Салли Филд вела переговоры об исполнении роли тёти Мэй. Позже актриса призналась, что согласилась сыграть тётю Мэй в качестве одолжения своей подруге Лоре Зискин. В том же месяце было объявлено, что Денис Лири получил роль капитана Джорджа Стейси. В декабре Кэмпбелл Скотт и Джулианна Николсон начали переговоры об участии в фильме в роли родителей Питера. Изначально Ирфану Хану приписывали роль Ван Аддера, инженера Oscorp, но позже выяснилось, что его персонажа зовут доктор Раджит Ратха. Позже Эмбет Дэвидц заменила Николсон. Также сообщалось, что Энни Пэрисс должна была сыграть Марту Коннорс, а Майлз Эллиот — Билли Коннорса, но их сцены в итоге не вошли в финальную версию фильма. В январе 2011 года Стэн Ли заявил, что также снялся в фильме в качестве эпизодического камео.

### Дизайн
Марк Уэбб заявил, что ощущал ответственность за переосмысление Человека-паука в новом фильме. Одним из ключевых отличий от предыдущей трилогии стало то, что теперь герой использует веб-шутеры, как в оригинальных комиксах, в отличие от органической паутины героя Тоби Магуайра. Журналист Джефф Буше из Los Angeles Times отнёсся к устройствам героя скептически, считая маловероятным, что финансово ограниченный молодой человек способен создать наручное устройство, мгновенно производящее синтетическую паутину. Автор согласился с поклонниками в том, что новый костюм героя не копирует версию из фильмов Сэма Рэйми, но при этом не особо отличается от классического образа, считающегося одним из лучших в истории комиксов. Мэтт Голдберг из Collider также не впечатлился новым дизайном, назвав глаза «жукообразными», а сетчатый узор — излишне насыщенным. Ему не понравились перчатки, напомнившие костюм Человека-паука 2099, хотя веб-шутеры он оценил положительно. Уэбб пояснил, что, по его мнению, веб-шутеры помогли подчеркнуть интеллект Питера Паркера. Режиссёр специально задавался вопросом: «Как с этим справится ребёнок?», после чего позволил себе творческую вольность в интерпретации образа. Говоря о новом костюме Человека-паука, Марк отметил, что он и съёмочная группа стремились создать дизайн, который бы придавал фигуре героя более вытянутые и гибкие очертания. Для съёмок было создано несколько вариантов костюма, адаптированных под разные условия освещения. Особое внимание уделили паутине на костюме, сделав её чуть темнее. «Через дизайн костюма и веб-шутеры мы хотели показать, что всё это — изобретения самого Питера Паркера», — уточнил Уэбб. В работе над визуальным образом героя режиссёр также вдохновлялся рисунками Марка Багли из серии комиксов Ultimate Spider-Man, особенно в том, что касалось физического облика персонажа.

### Съёмки
Съёмки фильма начались 6 декабря 2010 года в Лос-Анджелесе. Это первый фильм Голливуда, снятый на камеру RED Epic, и в 3-D формате с разрешением 5K. 90-дневные съёмки фильма включали две недели в Нью-Йорке, а основная часть съёмок происходила в разных частях Лос-Анджелеса и различных местах вокруг Южной Пасадены, Сан-Педро и Вудленд-Хиллз.
Костюм Человека-паука был изготовлен из спандекса с тонким резиновым покрытием на красной ткани. Его дизайн сильно отступает от оригинального, так как дизайнеры хотели сделать его похожим на костюм акробата.

### Музыка
Музыку к фильму написал композитор Джеймс Хорнер. Марк Уэбб описал первый сингл альбома как «впечатляющий».

## Продвижение
Позднее был показан первый постер, на котором изображена окровавленная синяя ткань с костюма Питера. Сверху и снизу её заменяет чешуя Ящера. В июле 2011 года, журнал Entertainment Weekly выпустил разворот, посвящённый фильму, который раскрывает некоторые детали сюжета, дизайн костюма Человека-паука (сильно отличающийся от комиксов), новые промоизображения и некоторые фотографии со съёмок. К примеру, вместо физиологических особенностей тела, позволящих выпускать паутину, Питер Паркер будет пользоваться механическими пускателями, закреплёнными на запястьях, которые срабатывают при надавливании на центр ладони. В конце июля вышел первый тизер фильма. 7 февраля 2012 года появился трейлер фильма. 12 марта появился второй трейлер.

### Игра
В 2012 году вышла компьютерная игра, события которой развиваются между первым и вторым фильмами.

## Продолжения

### Сиквел
В интервью с Эммой Стоун, она подтвердила, что этот фильм будет первой частью новой серии, и точно выйдет ещё один фильм. В интервью Стоун также рассуждала о смерти её героини в одном из фильмов, ведь в комиксах Гвен Стейси погибла. 24 марта 2011 года было анонсировано, что Columbia Pictures подписала контракт с Джеймсом Вандербилтом для написания сценария для второй части, позже к этому были подключены Алекс Куртцман и Роберто Орси. В июне 2012 года Уэбб подтвердил, что он вернётся к режиссуре сиквела. Продюсер фильма Мэтт Толмак заявил: «Будет больше, чем один фильм. По крайней мере три».
В августе 2011 года была анонсирована дата выхода сиквела — 2 мая 2014 года.
Премьера сиквела «Новый Человек-паук: Высокое напряжение» состоялась в форматах 3D и IMAX 3D в США 17 апреля 2014 года, в России 24 апреля 2014.